# 佩尔蒂
佩尔蒂（法語：Pertuis，法語發音：[pɛʁtɥi] ⓘ）是法国普罗旺斯-阿尔卑斯-蓝色海岸大区沃克吕兹省的一个市镇，属于阿普特区。

## 地理
佩尔蒂（43°41'39"N, 5°30'11"E）面积66.23 平方千米，位于法国普罗旺斯-阿尔卑斯-蓝色海岸大区沃克吕兹省，该省份为法国东南部内陆省份，北起德龙省，西北接阿尔代什省，西接加尔省，南至罗讷河口省，东南角与瓦尔省接壤，东临上普罗旺斯阿尔卑斯省。
与佩尔蒂接壤的市镇（或旧市镇、城区）包括：茹克、梅拉尔格、普罗旺斯地区佩罗勒、勒皮圣雷帕拉德、拉巴斯蒂多讷、昂苏伊、米拉博、拉图尔代格、维勒洛尔。

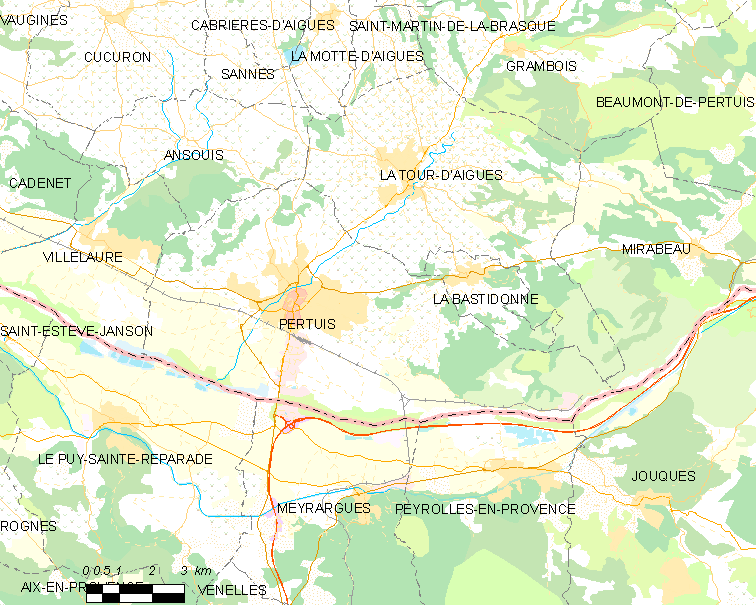
佩尔蒂的OSM定位图

佩尔蒂的时区为UTC+01:00、UTC+02:00（夏令时）。

## 行政
佩尔蒂的邮政编码为84120，INSEE市镇编码为84089。

## 政治
佩尔蒂所属的省级选区为佩尔蒂县。

## 人口

1962-2008年间佩尔蒂人口变化图示

佩尔蒂于2022年1月1日时的人口数量为19764人。

## 友好城市
- 英国 奧爾頓
- 德国 黑博恩
- 義大利 埃斯泰
- 西班牙 乌铁尔